# Alvin Scott
Alvin Leroy Scott (Cleveland, 14 settembre 1955) è un ex cestista statunitense, professionista nelle federazioni NBA, statunitense, e FEB, spagnola.

## Carriera
Venne selezionato dai Phoenix Suns al settimo giro del Draft NBA 1977 (136ª scelta assoluta).